# توني لايستنر
توني لايستنر (بالألمانية: Toni Leistner)‏ هو لاعب كرة قدم ألماني في مركز الدفاع، ولد في 19 أغسطس 1990 في درسدن في ألمانيا. لعب مع دينامو درسدن وكوينز بارك رينجرز ونادي كولن ونادي هالشر ونادي هامبورغ ويونيون برلين.

## وصلات خارجية
- توني لايستنر على موقع قاعدة بيانات كرة القدم.إي يو (الإنجليزية)
- توني لايستنر على موقع بيانات كرة القدم. دي إي (الألمانية)
- توني لايستنر على موقع عالم كرة القدم.نت (الإنجليزية)